# Chiesa di Santa Maria (New Orleans)
La chiesa di Santa Maria, costruita nel 1845, è una chiesa cattolica di New Orleans, Louisiana negli Stati Uniti d'America. Originariamente costruita come cappella dell'arcivescovado, da fine Ottocento al 1976 servì come chiesa nazionale italiana per gli immigrati residenti nel centro della città.

## Storia
La chiesa di Santa Maria fu edificata nel 1845 dall'architetto francese Jacques Nicolas Bussière de Pouilly come cappella del palazzo arcivescovile di New Orleans, su un terreno che prima di allora era stata la sede del convento delle orsoline. All'inizio fu conosciuta semplicemente come la "chiesa del Vescovo". Quindi a fine Ottocento divenne la "chiesa italiana di Santa Maria" come sede ufficiale della parrocchia italiana dell'arcidiocesi, con servizi in lingua italiana per i tanti emigrati siciliani e di altre regioni che si erano stabilirono nel quartiere francese.
Venuta meno questa funzione, nel 1976, il nome della chiesa fu cambiato in "Santa Maria della Vittoria" per commemorare le orsoline e il loro ruolo nella vittoria della battaglia di New Orleans. Nel 1994 si ritornò al nome originario di chiesa di Santa Maria.
Oggi la chiesa, che nella sua storia complessiva ha servito una grande varietà di popoli (francese, spagnolo, creolo, irlandese, tedesco, sloveno e italiano, nonché i fedeli nativi americani e afro-americani) è un importante monumento dell'eredità cattolica della città di New Orleans.